# Sozialpsychiatrisches Informationsmanagement-System
Das Sozialpsychiatrische Informationsmanagement-System (SIM) ist ein rechnerunterstütztes Programm. Dieses Programm soll Bundesländer sowie Kommunen bei der Psychiatrieberichterstattung unterstützen.
Es besteht aus drei Komponenten:
- der Niedersächsischen Psychiatrieberichterstattung (N-PBE),
- der kommunalen Psychiatrieberichterstattung (K-PBE),
- und der individuellen Hilfeplanung (IHP).

Als Basis dient ein Microsoft SQL-Server als Datenbankserver. Dort werden die Daten gesammelt, die über Access von Microsoft als genutzte Software, gespeichert werden. 
Das SIM kann auf jedem internetfähigen Rechner nach abgeschlossener Installation mithilfe einer Citrix-Applikation geöffnet und in voller Funktion genutzt werden.  